# جوزيف جاكسون (سياسي أسترالي)
جوزيف جاكسون (بالإنجليزية: Joseph Jackson)‏ هو سياسي أسترالي، ولد في 26 نوفمبر 1874 في أستراليا، وتوفي في 23 أغسطس 1961 في سيدني في أستراليا. حزبياً، نشط في Nationalist Party (Australia) ‏. وقد انتخب عضو الجمعية التشريعية نيو ساوث ويلز.